# Jamie Greene
Jamie Gillan Greene là một chính khách người Anh, là thành viên đảng Bảo thủ và Liên minh của Quốc hội Scotland tại khu vực West Scotland, được bầu trong bầu cử Quốc hội Scotland năm 2016.
Greene được sinh ra ở Greenock, Inverclyde. Trước khi được bầu vào chính trị, ông đã làm việc trong ngành phát thanh, truyền thông và công nghệ kỹ thuật số.
Trong tổng tuyển cử tại Vương quốc Anh 2015, Greene đã ứng cử vào Quốc hội Vương quốc Anh với tư cách là ứng cử viên Bảo thủ cho North Ayrshire and Arran, nơi ông đứng thứ ba.
Năm 2016, Greene đã ứng cử vào Quốc hội Scotland với tư cách là ứng cử viên bảo thủ cho khu vực bầu cử ở Cunninghame North, nơi ông đứng thứ hai, sau đó được bầu vào vị trí thứ hai trong danh sách khu vực Tây Scotland cho đảng Bảo thủ Scotland.
Vào tháng 9 năm 2019, có thông báo rằng ông đã được chọn để tham gia bầu cử Quốc hội Scotland năm 2021 cho ghế Cunninghame North.
Greene là Bộ trưởng Giao thông, Cơ sở hạ tầng và kết nối sau khi cải tổ Nội các Bóng tối vào tháng 9 năm 2019. Trước đó, ông đã từng giữ vai trò là người phát ngôn của Bảo thủ Scotland về giao thông và cơ sở hạ tầng, công nghệ, kết nối và kinh tế kỹ thuật số cũng như phát sóng kỹ thuật số. Ông ngồi trong Ủy ban Kết nối và Kinh tế Nông thôn.  Trước đây ông đã từng ngồi trên các Ủy ban Bình đẳng và Nhân quyền và Văn hóa, Du lịch, Châu Âu và các Ủy ban Đối ngoại tương ứng của Quốc hội Scotland.
Sau bầu cử, ông cũng xúi giục và là Đồng chủ tịch của Nhóm liên đảng đầu tiên của Nghị viện Scotland (CPG) về các vấn đề LGBTI+. Greene là người đồng tính công khai.
Greene ban đầu bày tỏ sự quan tâm đến việc tham gia bầu cử Lãnh đạo Đảng Liên minh và Bảo thủ Scotland năm 2020, nhưng tuyên bố vào tháng 1 năm 2020 rằng ông đã từ bỏ để ủng hộ nhà lãnh đạo diễn xuất đương nhiệm Jackson Carlaw.